# Katarzyna Grzybowska
Pour les articles homonymes, voir Grzybowski.
Katarzyna Grzybowska (née le 30 avril 1989) à Siedlce est une pongiste polonaise.

## Palmarès

### Championnats de Pologne
- Championne en simple en 2014 et 2015
- Championne en double mixte en 2015 avec Paweł Fertikowski
- Championne en double en 2008, 2012 et 2014 avec Natalia Partyka
- Vice-championne en double en 2009 avec Marta Gołota

### Tournois
- Vainqueur en 2009 de l'Open de Biélorussie ITTF (Moins de 21 ans)